# Frederick Octavius Pickard-Cambridge
Frederick Octavius Pickard-Cambridge, född den 3 november 1860 i Warmwell, Dorset, död den 9 februari 1905 i Wimbledon, var en engelsk araknolog. Han var brorson till Octavius Pickard-Cambridge.